# Воля-Трембська-Парцель
Воля-Трембська-Парцель (пол. Wola Trębska-Parcel) — село в Польщі, у гміні Щавін-Косьцельни Ґостинінського повіту Мазовецького воєводства.
Населення — 8 осіб (2011).
У 1975-1998 роках село належало до Плоцького воєводства.

## Демографія
Демографічна структура станом на 31 березня 2011 року:
|          | Загалом | Допрацездатний вік | Працездатний вік | Постпрацездатний вік |
| -------- | ------- | ------------------ | ---------------- | -------------------- |
| Чоловіки | 3       | 1                  | 2                | 0                    |
| Жінки    | 5       | 4                  | 1                | 0                    |
| Разом    | 8       | 5                  | 3                | 0                    |